# ザ・ブック・オブ・ヘンリー
『ザ・ブック・オブ・ヘンリー』（原題:The Book of Henry）は2017年にアメリカ合衆国で公開されたドラマ映画である。監督はコリン・トレヴォロウ、主演はナオミ・ワッツとジェイコブ・トレンブレイ。本作は日本国内で劇場公開されなかったが、2020年5月16日にNetflixで配信された。

## 概略
ヘンリーは聡明な11歳の少年であり、母親のスーザン、弟のピーターとともに暮らしていた。彼は近所に住むクリスティーナに恋心を抱いていたが、彼女は義理の父親から虐待を受けていた。何とかしてクリスティーナを救いたいと思ったヘンリーは、そのための作戦を一冊のノートにまとめたが、癌で突然、亡くなる。そのノートを見つけたスーザンはヘンリーが練った作戦を実行することにした。

## キャスト
※括弧内は日本語吹替。
- ナオミ・ワッツ - スーザン・カーペンター
- ジェイコブ・トレンブレイ ‐ ピーター・カーペンター
- ジェイデン・リーバハー - ヘンリー・カーペンター（藤田奈央[3]）
- ディーン・ノリス - グレン・シックルマン、警察民間委員。
- マディー・ジーグラー - クリスティーナ・シックルマン、グレンの義理の娘。
- サラ・シルバーマン ‐ シーラ、ウェイトレス。
- リー・ペイス - デヴィッド・ダニエルズ医師
- ボビー・モイニハン - ジョン
- トーニャ・ピンキンス - ジャニス・ワイルダー
- ジャクソン・ニコル - モリス
- ジェラルディン・ヒューズ - エヴァンス先生

## 製作
グレッグ・ハーウィッツは1998年の時点で脚本の初稿を書き終えていたが、買い手がなかなか見つからなかった。しかし最終的には、ジェネット・カーンがハーウィッツの脚本の映画化権を獲得し、シドニー・キンメル・エンターテインメントと共にその作業に着手した。製作陣はコリン・トレヴォロウこそ本作の監督にふさわしい人間だと考え、また、ハーウィッツもトレヴォロウと意気投合したが、トレヴォロウが『ジュラシック・ワールド』の監督に決定したため、別の人間を探さざるを得なくなった。2015年初頭に至ってもなお有望な監督候補が見つからない中、『ジュラシック・ワールド』での仕事を終えたトレヴォロウが企画に戻ってくる意向を示した。
2015年9月、本作の主要撮影がニューヨークで始まり、およそ2か月間にわたって続いた。2016年2月16日、マイケル・ジアッチーノが本作で使用される楽曲を手掛けることになったと報じられた。2017年6月16日、バック・ロット・ミュージックが本作のサウンドトラックを発売した。

## 公開・興行収入
当初、本作は2016年9月に北米公開される予定であったが、配給元のフォーカス・フィーチャーズは2017年6月16日に公開日を延期した。大人向けの映画の公開本数が比較的少ない夏休みに公開することで、興行収入が増加するとの判断に基づく延期である。
2017年3月30日、本作のオフィシャル・トレイラーが公開された。6月14日、本作はロサンゼルス映画祭のオープニング作品としてプレミア上映された。2017年6月16日、本作は全米579館で限定公開され、公開初週末に142万4540ドル（1館当たり2460ドル）を稼ぎ出し、週末興行収入ランキング初登場13位となった。

## 評価
本作は批評家から酷評されている。映画批評集積サイトのRotten Tomatoesには145件のレビューがあり、批評家支持率は21%、平均点は10点満点で4.03点となっている。サイト側による批評家の見解の要約は「新しいものを世に出そうとする野心はそれなりに評価されるべきだろう。しかし、『ザ・ブック・オブ・ヘンリー』は途中で雰囲気が180度変わり、観客の涙を露骨に誘ってくる。同作を鑑賞した者は感涙にむせぶというより、むしろ困惑して口をポカンと開けるばかりであろう。」となっている。また、Metacriticには31件のレビューがあり、加重平均値は31/100となっている。
『ガーディアン』のピーター・ブラッドショーは5つ星評価で星1つを与え、「普通に考えれば、この映画は陰湿さを感じるほど恐ろしい映画になるはずである。しかし、純粋な判断ミスによる甘ったるい感傷、悪い意味で粘っこい演技、得意げな笑みを浮かべながら静かな攻撃性を発揮するティーンエイジャーが出てくるために、虫酸が走るようなことはない」と述べている。『ヴァルチャー』のエミリー・ヨシダは「『ザ・ブック・オブ・ヘンリー』を駄作と呼ぶのは不適切である。映画としての体を成していないと言うべきだ。設定から分かることがあまりにも少ないので、本作を常識を以って理解するのは不可能である。もしそんな映画を見ることが拷問にならないと言うなら、それだけで称賛すべきことであろう。」と述べている。